# Linocerus gracilis
Linocerus gracilis är en insektsart som beskrevs av Gray, G.R. 1835. Linocerus gracilis ingår i släktet Linocerus och familjen Diapheromeridae. Inga underarter finns listade i Catalogue of Life.